# 野跡
野跡（のせき）は、愛知県名古屋市港区の地名。現行行政地名は野跡一丁目から野跡五丁目。住居表示実施。名古屋市当局が設定した地名としては「のせき」が正式な読みであるが、一部に「のぜき」と濁って発音する読みも行われている。

## 地理
名古屋市港区南部に位置する。東は稲永三丁目・潮凪町、南は汐止町、北は稲永五丁目に接する。一丁目および五丁目は文政9年（1826年）大喜下総守なる人物による干拓地「永徳新田」に相当し、それ以外は大部分が昭和以降の埋立地である。

## 歴史

### 町名の由来
稲永新田の字野跡に由来する。

### 沿革
- 1985年（昭和60年）7月15日 - 港区稲永新田の一部により同区野跡一丁目および野跡五丁目、鴨浦の全域および稲永新田・汐止町の各一部により野跡二丁目および野跡四丁目、稲永新田および汐止町の各一部により野跡三丁目がそれぞれ成立する[1]。

## 世帯数と人口
2019年（平成31年）3月1日現在の世帯数と人口は以下の通りである。
| 丁目       | 世帯数    | 人口    |
| ---------- | --------- | ------- |
| 野跡一丁目 | 222世帯   | 420人   |
| 野跡二丁目 | 221世帯   | 530人   |
| 野跡三丁目 | 287世帯   | 573人   |
| 野跡四丁目 | 567世帯   | 1,132人 |
| 野跡五丁目 | 375世帯   | 694人   |
| 計         | 1,672世帯 | 3,349人 |

### 人口の変遷
国勢調査による人口の推移
| 1995年（平成7年）  | 3,219人 | [ WEB 6 ]  |  |
| 2000年（平成12年） | 3,314人 | [ WEB 7 ]  |  |
| 2005年（平成17年） | 3,693人 | [ WEB 8 ]  |  |
| 2010年（平成22年） | 3,524人 | [ WEB 9 ]  |  |
| 2015年（平成27年） | 3,469人 | [ WEB 10 ] |  |

## 学区
市立小・中学校に通う場合、学校等は以下の通りとなる。また、公立高等学校に通う場合の学区は以下の通りとなる。
| 丁目       | 番・番地等 | 小学校               | 中学校               | 高等学校 |
| ---------- | ---------- | -------------------- | -------------------- | -------- |
| 野跡一丁目 | 全域       | 名古屋市立野跡小学校 | 名古屋市立港南中学校 | 尾張学区 |
| 野跡二丁目 | 全域       | 名古屋市立野跡小学校 | 名古屋市立港南中学校 | 尾張学区 |
| 野跡三丁目 | 全域       | 名古屋市立野跡小学校 | 名古屋市立港南中学校 | 尾張学区 |
| 野跡四丁目 | 全域       | 名古屋市立野跡小学校 | 名古屋市立港南中学校 | 尾張学区 |
| 野跡五丁目 | 全域       | 名古屋市立野跡小学校 | 名古屋市立港南中学校 | 尾張学区 |

## 交通
- 名古屋臨海高速鉄道
■西名古屋港線（あおなみ線） 野跡駅

## 施設
- 愛知機械工業永徳工場[3]
- 日産自動車車両部愛知分室[3]
- 名古屋市営汐止荘[3]
- 名古屋市営新汐止荘[3]
- 名古屋市営南稲永荘[3]
- 名古屋市営稲永荘[3]
- 名古屋市立野跡小学校[4]
- 港西保育園[4]
- 農林水産省動物検疫所名古屋支所[4]
- 汐止公園[4]
- 稲永公園[2]
- 名古屋市野鳥観察館[2]

## その他

### 日本郵便
- 郵便番号 : 455-0845[WEB 3]（集配局：名古屋港郵便局[WEB 13]）。

### WEB
1. ↑  “愛知県名古屋市港区の町丁・字一覧”.   人口統計ラボ. 2017年4月8日閲覧。
2. 1 2  “町・丁目(大字)別、年齢(10歳階級)別公簿人口(全市・区別)”.   名古屋市 (2019年3月20日). 2019年3月21日閲覧。
3. 1 2  “郵便番号”.  日本郵便. 2019年3月17日閲覧。
4. ↑  “市外局番の一覧”.   総務省. 2019年1月6日閲覧。
5. 1 2  名古屋市役所市民経済局地域振興部住民課町名表示係 (2015年10月21日). “港区の町名一覧”.   名古屋市. 2020年11月15日閲覧。
6. ↑  総務省統計局 (2014年3月28日). “平成7年国勢調査の調査結果(e-Stat) - 男女別人口及び世帯数 －町丁・字等”. 2019年3月23日閲覧。
7. ↑  総務省統計局 (2014年5月30日). “平成12年国勢調査の調査結果(e-Stat) - 男女別人口及び世帯数 －町丁・字等”. 2019年3月23日閲覧。
8. ↑  総務省統計局 (2014年6月27日). “平成17年国勢調査の調査結果(e-Stat) - 男女別人口及び世帯数 －町丁・字等”. 2019年3月23日閲覧。
9. ↑  総務省統計局 (2012年1月20日). “平成22年国勢調査の調査結果(e-Stat) - 男女別人口及び世帯数 －町丁・字等”. 2019年3月23日閲覧。
10. ↑  総務省統計局 (2017年1月27日). “平成27年国勢調査の調査結果(e-Stat) - 男女別人口及び世帯数 －町丁・字等”. 2019年3月23日閲覧。
11. ↑  “市立小・中学校の通学区域一覧”.   名古屋市 (2018年11月10日). 2019年1月14日閲覧。
12. ↑  “平成29年度以降の愛知県公立高等学校（全日制課程）入学者選抜における通学区域並びに群及びグループ分け案について”.   愛知県教育委員会 (2015年2月16日). 2019年1月14日閲覧。
13. ↑  “郵便番号簿 2018年度版” (PDF).   日本郵便. 2019年4月14日閲覧。

### 文献
1. 1 2  名古屋市計画局 1992, p. 839.
2. 1 2 3 4 5  名古屋市計画局 1992, p. 536.
3. 1 2 3 4 5 6 7 8  「角川日本地名大辞典」編纂委員会 1989, p. 1534.
4. 1 2 3 4  「角川日本地名大辞典」編纂委員会 1989, p. 1535.